# Chinesische Neue Linke
Die Chinesische „Neue Linke“ (chinesisch 新左派, Pinyin Xīn Zuǒpài) ist eine Schule des intellektuellen Denkens, welche kapitalistische Aspekte der chinesischen Wirtschaftsreformen und die generelle Stellung der chinesischen Regierung zum Neokapitalismus hinterfragt.
Die Chinesische „Neue Linke“ wird von ihren Vertretern als Antwort auf die Probleme der Regierung der Volksrepublik China seit der Modernisierung in den 1980er Jahren, der wachsenden sozialen Ungleichheit zwischen der Küste und dem Hinterland, als auch zwischen den Reichen und den Armen, gesehen.

## Entstehung der Bewegung
Den Ursprung hat der Begriff „Neue Linke“ in den Revolten der Jugendlichen in den 1960er Jahren. Diese Richtung entspricht aber nicht dem Selbstverständnis der heutigen Intellektuellen. Sie wollen das System „von Innen“ reformieren und brauchen dazu keine radikalen Einflüsse von außen.
Den Begriff „Neue Linke“ lehnen die Intellektuellen aber ab. Sie bevorzugen den Begriff „liberale“ oder „kritische“ Linke. Man vermutet zu viele negative Assoziationen mit dem späten Maoismus und den Gedanken der Kulturrevolution.
Der Vorreiter, an dem sich viele Neulinke heute orientieren, war der Autor Lu Xun (1881–1936). Er ging mit anderen linken Autoren stets kritisch um und war zugleich erfreut aber auch skeptisch gegenüber der Idee des westlichen Fortschritts.
Die chinesische „Neue Linke“ entstand in den 80er Jahren zu dem als Gegenströmung schon vorherrschenden Gedanken des Liberalismus und des Neo-Autoritismus. Man stand anfangs noch stark in der Kritik, da die Bevölkerung davon ausging, dass eine Einstellung gegen die moderne Wirtschaft gleichzustellen ist mit dem Wunsch nach der Kulturrevolution.
Mitte der 90er Jahre trugen die Wirtschaftsreformen in Russland und die Asienkrise (1997) zum Aufstieg der „Neuen Linken“ erheblich bei.
Der Glaube an den Staat als Regulator der Wirtschaft brannte durch die Krise stark auf. Entsetzt wie polarisiert die Bevölkerung, unter anderem durch die Asienkrise wurde, entschied sich die „Neue Linke“ die Interessen, unter anderem der 800 Millionen Bauern, die von den neuen Reformen nicht bedacht wurden, zu wahren.
Durch den Aufschwung können neulinke Intellektuelle ihre Bücher und Schriften frei veröffentlichen „Dushu“, solange sie bestimmte Tabus, wie die direkte Kritik an der Führung, nicht brechen.

## Vertreter
Wichtige Vertreter der „Neuen Linke“ sind: Wang Hui, Cui Zhiyuan, Gan Yang, Xudong Zhang und Wang Shaoguang. Die Meisten dieser Intellektuellen sind Universitätsprofessoren mittleren Alters und haben an einer amerikanischen Universität geforscht und gelehrt.

## Ansichten über die gegenwärtige Politik
Die Chinesische „Neue Linke“ prangert an, dass sich die Kommunistische Partei Chinas zwar offiziell der Gleichheit verpflichtet hat, sich aber immer mehr für reiche Geschäftsleute geöffnet hat. Viele Politiker benutzen ihre Macht, um erfolgreiche Unternehmer zu werden. Die ländlichen Regionen werden stark vernachlässigt. Resultierend daraus ist eine Allianz von elitären Politikern mit kommerziellen Interessen entstanden.
Die beginnende Privatisierung hat zur starken Korruption und Bereicherung der Kader geführt. Die chinesische Regierung hat in den letzten Jahren an der ländlichen Bevölkerung „vorbeiregiert“ und eine Bereicherung einzelner, entgegen dem Gemeinwohl zugelassen.

## Thesen und Ziele
Das Hauptthema der „Neuen Linke“ ist die Wiederherstellung eines handlungsfähigen Staates, um mehr Verteilungsgerechtigkeit in der Bevölkerung zu ermöglichen.
Als Grundlagen dafür werden folgende Aspekte gesehen:
- Ein Gewaltmonopol durchsetzen
- Mehr Steuern einziehen
- Ressourcen verteilen
- Eigene Institution hinsichtlich von Machtmissbrauch zu disziplinieren
- Wirtschaft regulieren

Man fordert nicht die Abschaffung der Marktwirtschaft und die Rückkehr zur Planwirtschaft, sondern eine handlungsfähige Regierung, welche den Markt wieder der Gesellschaft unterordnen und ihre alten, unerfüllten Verpflichtungen gegenüber den Bauern und Arbeitern erfüllen soll.
Man ist der Auffassung, dass sich der Markt der Gesellschaft unterordnen soll und nicht wie im Moment, die Gesellschaft dem Markt.

### Debatte zwischen den Liberalen und der „Neuen Linke“
Rolle des Staates:
- Liberale: Der Staat muss sich zurückhalten, um ein Marktwachstum zu ermöglichen.
- Linke: Ein starker Staat ist notwendig um den Markt zu reformieren und zu führen.

Globalisierung / Öffnung Chinas:
- Liberale: Es ist in den Interessen von China die Globalisierung anzunehmen, egal welche negativen Auswirkungen es auch bringen könnte.
- Linke: Die Sozialprobleme in China sind auf die Globalisierung zurückzuführen („Western epidemic“ & „Market epidemic“). Die Quelle von allem Übel liegt in dem Eintritt von ausländischem Kapital und der Marktwirtschaft.

Schere zwischen Arm und Reich:
- Liberale: Der Markt ist nicht die Ursache der Ungleichheit, sondern das Ergebnis von Korruption.
- Linke: Der Schwerpunkt liegt auf der ökonomischen Gerechtigkeit und nicht nur auf dem Wachstum um jeden Preis.

Eigentumsbesitz / Staatsbesitz:
- Liberale: Die Bestätigung der Eigentumsrechte, insbesondere der privaten Eigentumsrechte, schützt die materiellen Interessen der Millionen arbeitenden Menschen und Unternehmer der Privatwirtschaft.
- Linke: Die Privatisierung von Staatsbetrieben ist nur für eine kleine Gruppe von Leuten sinnvoll und die Bauern bleiben außen vor.

Die „Neue Linke“ wird oft von liberalen Intellektuellen, wie Liu Junning, die der Auffassung sind, China sei nicht liberal genug, kritisiert. Die Liberalen gehen davon aus, dass die Ungleichheit und die wachsende Kluft zwischen Arm und Reich eine notwendige Phase in der Entwicklung eines Entwicklungslandes ist.
Es existieren auch sogenannte Untergruppierungen in der „Neuen Linke“. Sie sind in ihren Ansichten radikaler und mehr an den Marxismus angeheftet. Sie sprechen sich beispielsweise gegen die chinesische Politik der Offenheit aus und sehen den großen Sprung nach vorn und die Kulturrevolution nicht als ideologisch falsch an.
Die Verkehrsformen der bürgerlichen Gesellschaft (Kapital, Lohnarbeit, Ware, Staat, Nation) werden nicht in Frage gestellt, sondern nur der Neoliberalismus. Die „Neue Linke“ wünscht sich, dass der Staat den Markt wieder in die Gesellschaft einbindet.
Cui Zhiyuan selbst sagt, dass die Möglichkeit eines positiven Zusammenstoßes von Kapitalismus und Sozialismus besteht. „Man habe die historische Möglichkeit eine bessere, gerechtere Gesellschaft zu bilden als der Westen“, sagt Cui Zhiyuan. Weiter führt er an, dass China sich nicht nur auf die USA konzentrieren dürfe, sondern auch das Verhältnis zu Staaten wie Japan und Indien verbessern müsse. „Wir versuchen eine Atmosphäre zu schaffen, in welcher neue Theorien und Systeme der Politik entwickelt werden können“, fügt Cui Zhiyuan noch an.